# Thomas Jung (Dirigent)

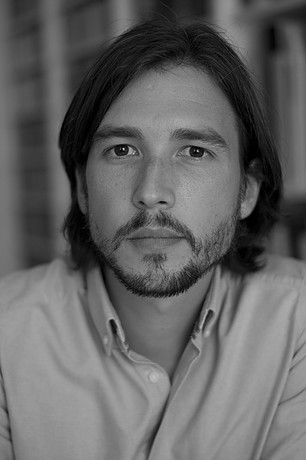
Thomas Jung (2017)

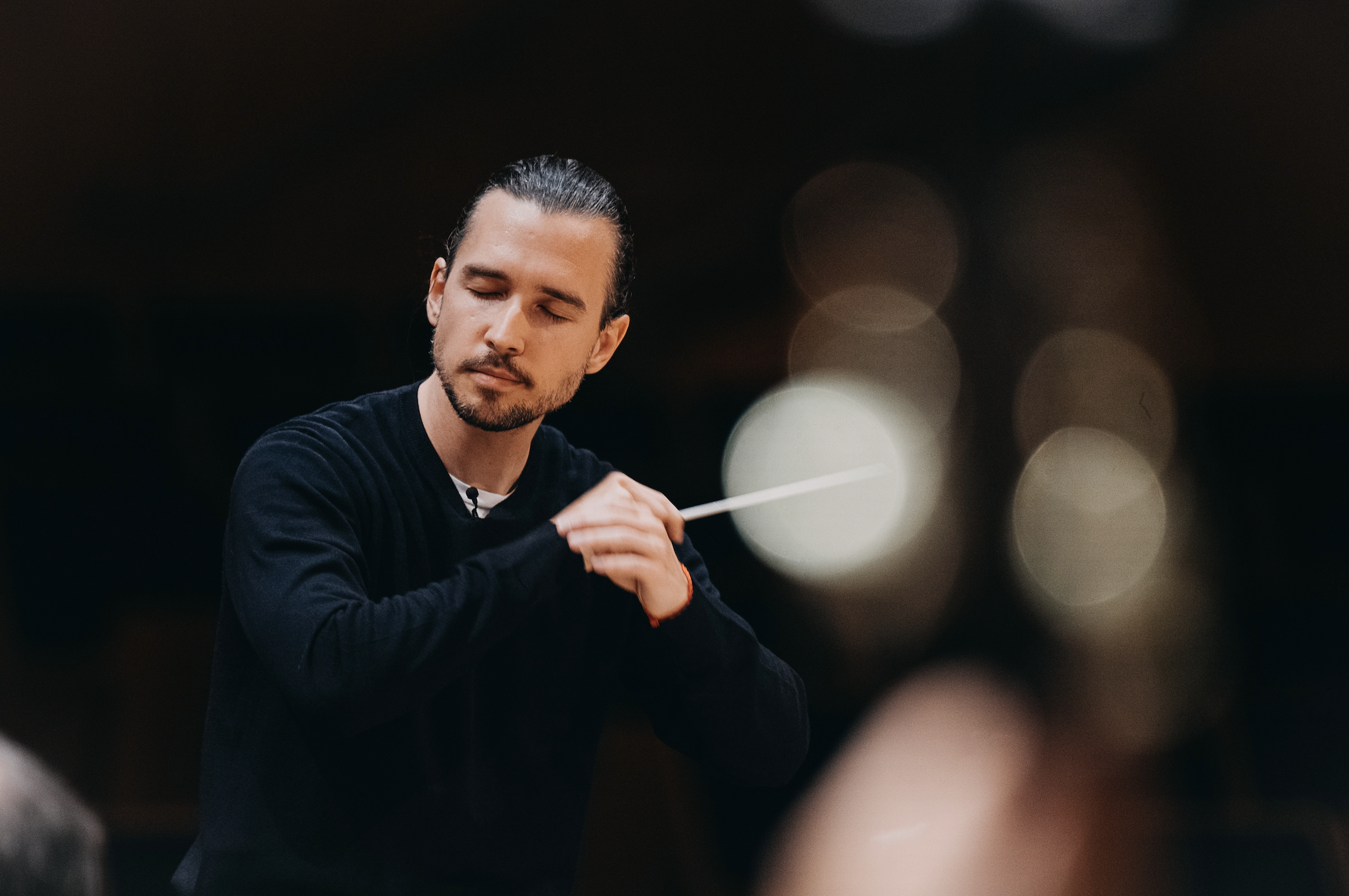
Thomas Jung im Juli 2020

Thomas Jung (* 1984 in Limburg an der Lahn) ist ein deutscher Dirigent.

## Leben und Wirken
Thomas Jung wuchs in Limburg-Dietkirchen auf und machte 2004 an der Tilemannschule das Abitur. Er studierte an der Hochschule für Musik Köln bei Volker Wangenheim sowie von Ende 2010 bis 2012 an der University of Cambridge und am King’s College Cambridge. Er war Stipendiat der Studienstiftung des Deutschen Volkes, der Stiftung DEY und des Richard Wagner Verbandes.
Von 2012 bis 2019 wirkte Jung wirkte als Dirigent und künstlerischer Leiter des Flora Sinfonie Orchesters Köln und künstlerischer Leiter des Studio Orchesters Duisburg. In der Spielzeit 2015/16 war er Assistant Conductor und Zander-Fellow beim Boston Philharmonic Orchestra und beim Boston Philharmonic Youth Orchestra. Darüber hinaus leitete er die Opernproduktion Moses muss singen an den Städtischen Bühnen Münster.
Seit 2018 ist Thomas Jung als Constant Lambert Conducting Fellow am Royal Opera House in London engagiert, wo er für das Royal Ballet sowie das Birmingham Royal Ballet dirigiert. Im Juni 2019 dirigierte er die Weltpremiere von Didy Veldmans »Sense of Time«, Musik von Gabriel Prokofiev sowie das Eröffnungskonzert des Musikfestivals »Boswiler Sommer«. Im Oktober 2020 dirigierte er die Konzerte zur Saisoneröffnung des Royal Liverpool Philharmonic Orchestra. Im Herbst 2022 leitete Thomas Jung die Weltpremiere von Morgann Runacre-Temples »Hotel«, Musik von Mikael Karlsson. 2025 wurde Thomas Jung zum Principal Guest Conductor des Birmingham Royal Ballet und der Royal Ballet Sinfonia ernannt.
Als Gastdirigent arbeitete Thomas Jung unter anderem mit den Bamberger Symphonikern, der Dresdner Philharmonie, dem SWR Sinfonieorchester, dem Orkest van het Oosten, dem Gelders Orkest, dem Orchestra di Padova e del Veneto und dem Orchestra da Camera di Mantova.
Darüber hinaus war Thomas Jung Assistent und „Cover Conductor“ von Bernard Haitink.

## Persönliches
Jung ist verheiratet und Vater einer Tochter (Stand 2018). Er lebt in Köln und London (Stand 2022).

## Muted Situations
Für die Biennale Sydney 2018 arbeitete Thomas Jung mit dem Komponisten Samson Young zusammen. Für die Realisierung von Youngs Muted Situation #22: Muted Tschaikovsky's 5th spielte er mit dem Flora Sinfonie Orchester die 5. Sinfonie von Peter Tschaikowski ein. Das Werk wurde von März bis Juni 2018 in der Art Gallery of New South Wales in Sydney gezeigt, war von November 2018 bis März 2019 im Rahmen der Biennale in Shanghai und von März bis April 2019 im Visual Arts Centre in Hongkong zu sehen.
2019 wurde das Werk im Rahmen der Ars Electronica mit einem »Award of Distinction« ausgezeichnet und 2020 mit dem »M+ Sigg-Prize«.

## Auszeichnungen
Im Herbst 2012 erhielt Thomas Jung für sein Engagement den Kulturpreis der Stiftung Filippas Engel.
Ebenfalls 2012 erhielt das Jugend-Kammerorchester Musica Viva unter seiner Leitung den ersten Preis beim Deutschen Orchesterwettbewerb und wurde darüber hinaus mit dem Sonderpreis „Best Performance“ ausgezeichnet.
2017 wurde Jung in München mit dem Eugen-Jochum-Preis ausgezeichnet.
Im Juli 2020 erhielt er den zweiten Preis beim Internationalen Gustav-Mahler-Dirigentenwettbewerb der Bamberger Symphoniker.

## Veröffentlichungen und Vorträge
Während seines Studiums war Thomas Jung in vielfältige wissenschaftliche Projekte eingebunden und hat in dieser Zeit an zahlreichen Veröffentlichungen mitgewirkt:
- mit Frank Beiler, Olaf Sanders und Phillipp Thomas: Kleine Theorie der unbedingten Schule. Katzenberg Verlag, Hamburg 2015.[35]
- Lemmata in Arnold Jacobshagen (Hrsg.): Sachlexikon des Musiktheaters. Laaber-Verlag, Laaber 2016:
  - Kinderoper,
  - Schuloper,
  - Intentionales Musiktheater und
  - Weihnachtsmärchen
- Ariane sans Barbe-Bleue – Genderperspektive als Aufklärung. In: Annette Kreutziger-Herr (Hrsg.); Katrin Losleben (Hrsg.): History/Herstory – Alternative Musikgeschichten. Böhlau Verlag, Köln und Weimar 2008, S. 217–230.
- Artikel in Annette Kreutziger-Herr (Hrsg.); Winfried Bönig (Hrsg.): Die 101 wichtigsten Fragen – Klassische Musik. C.H. Beck Verlag, München 2009:
  - Seit wann gibt es Musik und was ist das eigentlich?
  - Wieso wird immer weiter komponiert, obwohl es doch schon so viel Musik gibt?
  - Wieso darf man im Konzert nicht klatschen wann man will und auch kein Popcorn essen?
- Lemmata in Annette Kreutziger-Herr (Hrsg.); Melanie Unseld (Hrsg.): Lexikon Musik und Gender. Bärenreiter/Metzler Verlag, Kassel 2010:
  - Evelyn Glennie,
  - Wendy Carlos,
  - Eleni Karaindrou und
  - Ilona Sekacz

Außerdem war Thomas Jung mehrmals als Referent bei Kongressen des Archivs der Zukunft von Reinhard Kahl eingeladen und hielt Vorträge und Workshops zu Themen wie »Die Unbedingte Schule« oder »Oper statt Schule«.